# سفارة السلفادور في لندن
سفارة السلفادور في لندن هي البعثة الدبلوماسية للسلفادور في المملكة المتحدة.

## صالة عرض

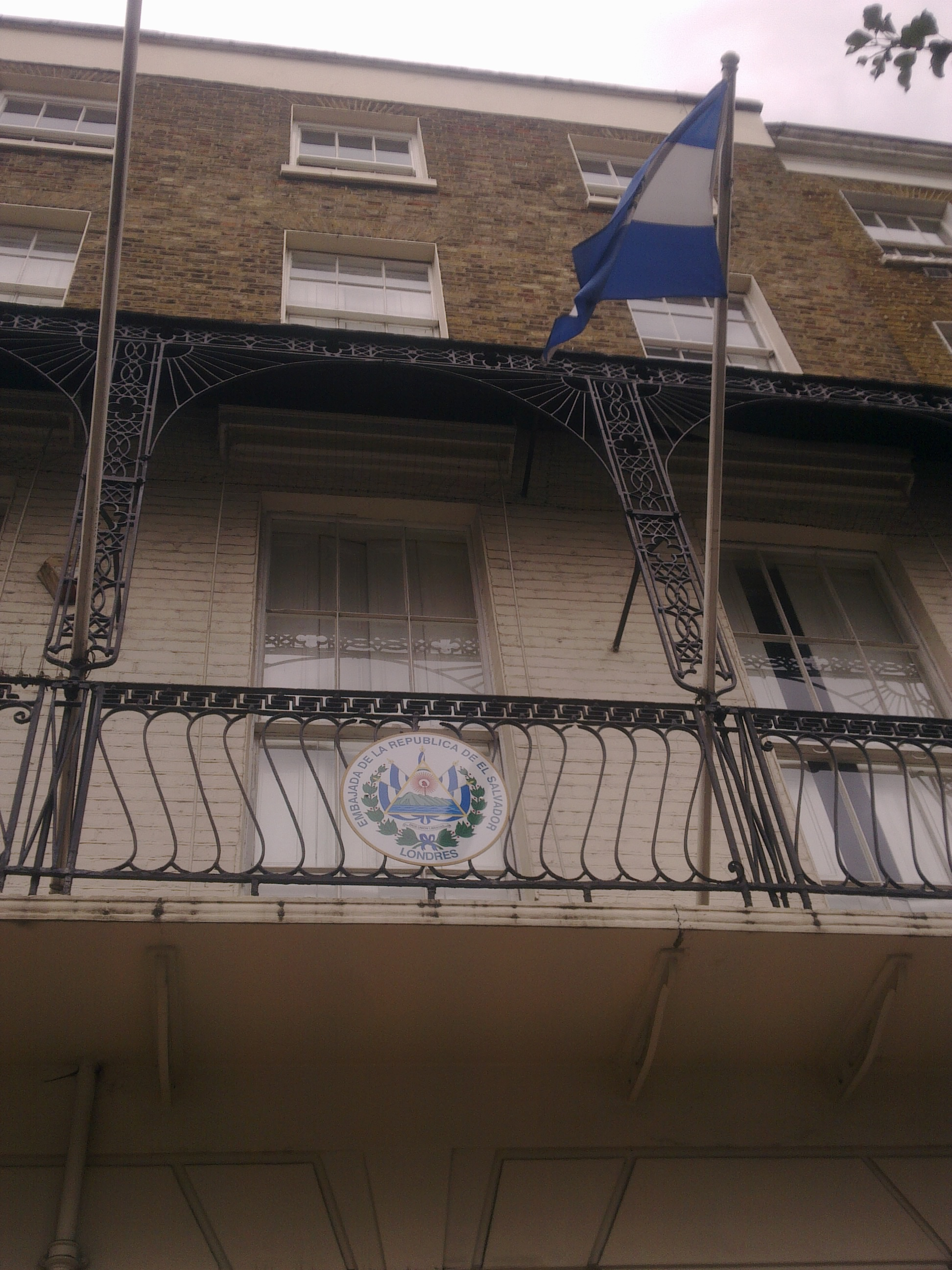
العلم السلفادوري وشعار النبالة خارج السفارة
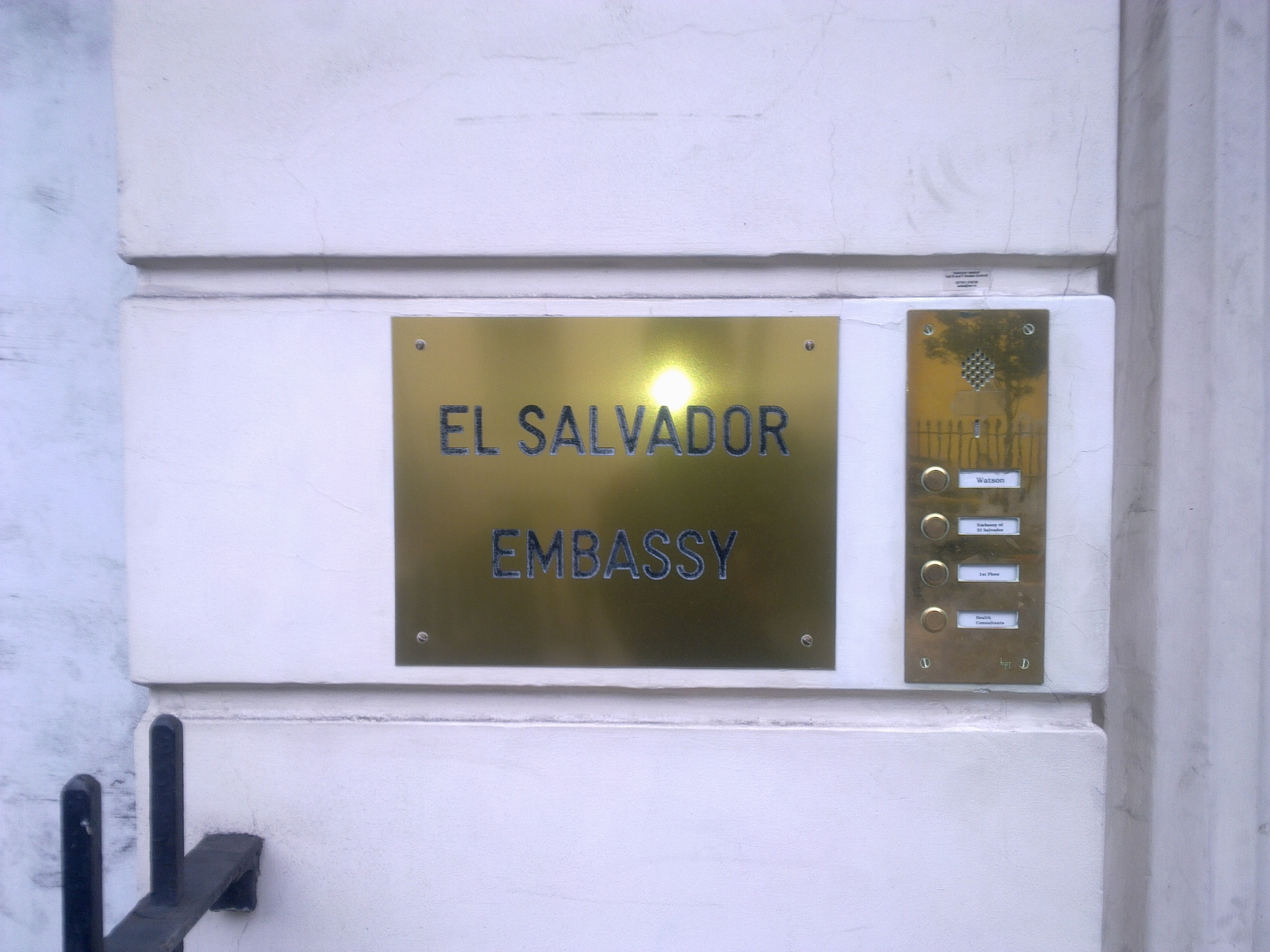
درع خارج السفارة